# تاریخ ارمنیان (آگاتانگلوس)
تاریخ ارمنیان، کتابی تاریخی و به زبان ارمنی، نوشتهٔ آگاتانگلوس است. این کتاب در ابتدا در چندین بخش مستقل نوشته شد که پس از سال ۴۵۶ میلادی، کنار هم گذاشته شدند. این کتاب از منابع دست اول برای دورهٔ درآمدن مسیحیت به ارمنستان و اوایل دوران ساسانی محسوب می‌شود.